# Fréthun
Fréthun è un comune francese di 1 182 abitanti situato nel dipartimento del Passo di Calais nella regione dell'Alta Francia.

## Infrastrutture e trasporti

### Ferrovie
Fréthun è servita dalla stazione ferroviaria di Calais-Fréthun.

## Società

### Evoluzione demografica
Abitanti censiti